# Manuhangi
Manuhangi is een atol dat onderdeel is van de Tuamotueilanden in Frans-Polynesië. Het dichtst bijzijnde atol is Paraoa, dat 52 km oostelijker ligt. Manuhangi ligt 845 km van Tahiti en valt bestuurlijk onder het eiland Hao.

## Geografie
Het atol is ovaalvormig met een lengte van 5,4 km, de breedte van 3,6 km. De lagune heeft een oppervlakte van 7 km². Het atol ontstond rond de top van een vulkaan die 44,8 tot 46,2 miljoen jaar geleden 3950 m oprees vanaf de zeebodem.
Op het eiland zijn voorzieningen om te kunnen wonen ten behoeve van de kwekers van pareloesters en vissers, maar er is geen permanente bewoning.

## Geschiedenis
De eerste Europeaan die het eiland documenteerde was Samuel Wallis. Hij vermeldde het eiland op 12 juni 1767.
In de tweede helft van de negentiende eeuw werd het eiland Frans bezit. In 1906 werd het eiland getroffen door een tropische cycloon waardoor het eiland van zijn vegetatie werd ontdaan.

## Ecologie
Op het eiland komen 39 vogelsoorten voor waaronder zes soorten van de Rode Lijst van de IUCN waaronder de phoenixstormvogel (Pterodroma alba) en de endemische tuamotujufferduif (Ptilinopus coralensis) en tuamotukarekiet (Acrocephalus atyphus).